# Hinauri Petana

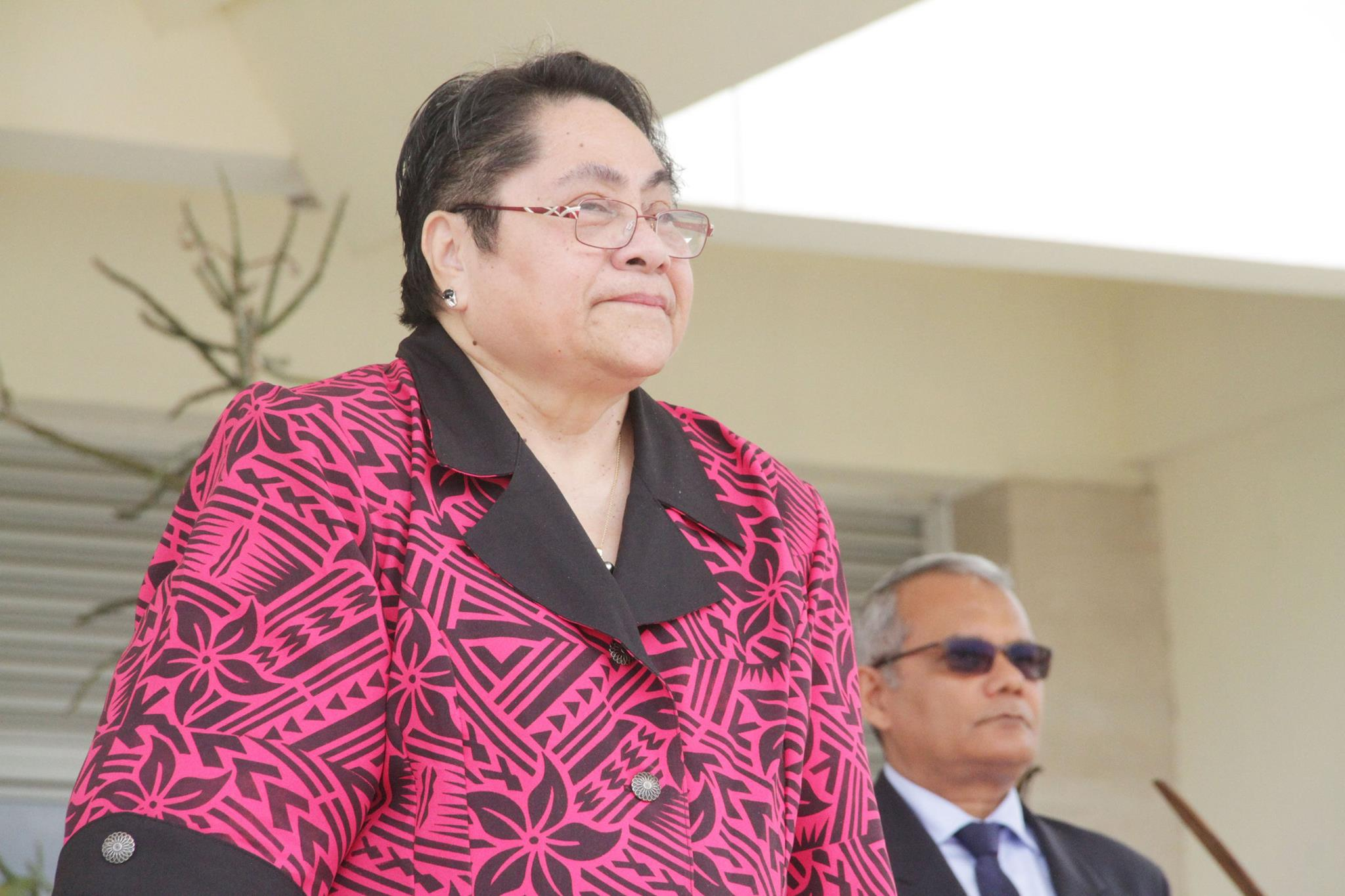
Hinauri Petana (2016)

Hinauri Petana ist eine samoanische Diplomatin.

## Werdegang
Petana erhielt 1979 einen Bachelor of Arts in Politikwissenschaften und Management von der University of the South Pacific in Suva (Fidschi).
Von September 1979 bis 2009 war Petana im Finanzministerium Samoas tätig, zwischen 1999 und 2009 als Chief Executive Officer. Petana war außerdem zeitweise für den Internationalen Währungsfonds (IMF) abgestellt, vertrat Samoa beim IMF, der Weltbank und der Asiatischen Entwicklungsbank (ADB), war Vorsitzende des Samoa National Provident Fund, der Entwicklungsbank Samoas und der Samoa Qualifications Authority und hatte Führungspositionen in den Aufsichtsräten der meisten staatlichen Gesellschaften inne. Im Oktober 2009 wechselte sie in die Privatwirtschaft als Beraterin, unter anderem für AusAID, die ADB, das Entwicklungsprogramm der Vereinten Nationen und NZAID.
Im März 2015 wurde Petana als Nachfolgerin des verstorbenen Lemalu Samau Tate Simi die erste weibliche Hochkommissarin Samoas für Australien. Am 24. Juni 2015 übergab sie in Canberra ihr Beglaubigungsschreiben.
Sie erhielt zudem eine Zweitakkreditierung als samoanische Botschafterin, beziehungsweise Hochkommissarin, in Indonesien, Katar, Malaysia, Osttimor, Singapur und Thailand. Ihre Beglaubigungsschreiben für Indonesien und Osttimor übergab sie 2016, für Singapur am 23. Februar 2017.